# هیکل العاشوری
هیکل العاشوری (به عربی: هيكل العاشوري؛ زادهٔ ۲۹ اوت ۱۹۸۴) یک کشتی‌گیر فرنگی‌کار اهل تونس است.
وی در مسابقات کشوری و بین‌المللی در مجموع برندهٔ ۱ مدال برنز شده‌است. وی سابقه حضور در المپیک ۲۰۰۸ پکن و المپیک ۲۰۱۲ لندن و المپیک ۲۰۲۰ توکیو را دارد.